# Batalion Milicji Lubelskiej płk. Antoniego Radzimińskiego
Batalion Milicji Lubelskiej – polski oddział piechoty wchodzący w skład wojsk powstańczych okresu insurekcji kościuszkowskiej.

## Formowanie i walki
Batalion został sformowany na przełomie kwietnia i maja 1794 przez płk. Antoniego Radzimińskiego. Z rozkazu gen. mjr. Jana Grochowskiego, 5 maja do batalionu Radzimińskiego wcielono chorągiew węgierską buławy polnej koronnej mjr. Jakuba Tyszkiewicza. Pod koniec maja rozpoczęto wcielanie kantonistów 5-dymowych i stosunkowo szybko osiągnięto etatową liczbę 600 głów. W drugiej połowie lipca batalion zorganizował kompanię strzelców, rozbudowaną potem do wielkości prawie osobnego batalionu. Pod koniec sierpnia batalion skierowany został pod Rakowiec i walczył tam w obronie Warszawy. W kolejnych miesiącach stan batalionu drastycznie malał. Pod koniec września płk Radzimiński wykazał tylko 89 głów, w tym tylko 3 oficerów. W drugiej połowie października w okolicach Warszawy znaleźli się tylko ci strzelcy Radzimińskiego, którzy wchodzili w skład dywizji gen. mjr. Adama Ponińskiego.

## Żołnierze batalionu
Organizatorem batalionu był 27 letni płk Antoni Radzimiński. Praktycznie dowodził jednostką w polu ppłk Jakub Tyszkiewicz. Jego zastępcą był mjr Ignacy Strzemiński, a strzelcami dowodził mjr Jakub Ostrowicki. Porucznikiem strzelców był Franciszek Zalewski, a adiutantem chor. Niewiarowski. W batalionie służyli też kpt. Ignacy Tyszkiewicz i por. Józef Wolski.